# T-Group
Il termine T-Group (tradotto letteralmente in italiano in gruppo-T) designa una tecnica di formazione in campo psicologico, ideata nel 1946 da Kurt Lewin e dai suoi allievi. Il nome è un'abbreviazione di "sensitivity training group", cioè gruppo di addestramento alla sensibilità. È conosciuta in Italia anche con altri nomi come: "Seminario di sensibilizzazione alle dinamiche di gruppo, Gruppo autocentrato, Laboratorio di gruppo, Seminario di addestramento alle relazioni interpersonali".
In questi gruppi i partecipanti (in genere, tra le 8-15 persone) riescono ad apprendere da se stessi, attraverso le interazioni reciproche che intrattengono con gli altri membri del gruppo. Ciò è reso possibile dai feedback, dalle soluzioni ai problemi e dai giochi di ruolo che permettono loro di ottenere informazioni su se stessi, sugli altri e sui gruppi in generale.
Sono stati intrapresi studi sperimentali allo scopo di determinare quali effetti la partecipazione a un gruppo-T ha sui partecipanti. Ad esempio, un articolo del 1975 di Nancy E. Adler e Daniel Goleman ha concluso che "Gli studenti che avevano partecipato a un T-Group hanno mostrato un cambiamento significativamente maggiore verso l'obiettivo che avevano intrapreso rispetto a quelli che non lo avevano fatto." Carl Rogers descrisse il T-Group come "... l'invenzione sociale più significativa del secolo".

## Storia
Kurt Lewin, nato in Germania, fu uno dei primi psicologi che si occuparono di psicologia sociale. Apparteneva in particolare alla corrente della Gestalt. Sosteneva che per comprendere il comportamento umano è necessario comprendere l'individuo nella sua specificità e la situazione nella quale è immerso. Applicò a questa impostazione i principi della geometria topologica e della fisica di Maxwell (campo elettromagnetico) che lo portarono ad ideare la teoria del campo e da qui allo studio dei gruppi. Il nazismo lo costrinse ad emigrare negli Stati Uniti dove continuò ad insegnare e a sperimentare nel campo delle relazioni umane portando grandi innovazioni nel modo di analizzare il comportamento umano.
L'idea del T-group nacque durante un seminario per assistenti sociali, quando una partecipante interruppe una riunione dello staff dei docenti chiedendo di parteciparvi.

## Obiettivi
I principali scopi che il T-group si propone di far conseguire al partecipante sono:
1. conoscere meglio sé stessi, sia riflettendo sulle proprie emozioni, sia attraverso i feedback degli altri;
2. riflettere sull'evoluzione dei rapporti interpersonali all'interno di una situazione collettiva;
3. imparare a stare in un gruppo in maniera funzionale agli obiettivi che esso ha;
4. riconoscere le dinamiche tipiche di un gruppo;
5. sperimentare ruoli diversi derivanti dai comportamenti che ciascuno mette in pratica in una situazione di gruppo;
6. migliorare le proprie capacità di lavoro di gruppo;
7. modificare i comportamenti non funzionali alla vita di gruppo e/o ai propri obiettivi all'interno del gruppo.

## Metodologia
Si fa riferimento alla tecnica di apprendimento cosiddetta "autocentrata". 
Si tratta di un seminario con le seguenti  caratteristiche:
- durata e struttura delle unità di lavoro rigida decisa dallo staff e accettata al momento dell'iscrizione al seminario o del suo inizio dai partecipanti; di solito la durata complessiva del seminario era di 3 giorni con unità di lavoro di 90 minuti alternate ad intervalli di 30', salvo per la notte e per i pasti;
- da 8 a 12 partecipanti che non si conoscono fra loro ed il più possibile eterogenei (per sesso, provenienza geografica, professione, ecc.);
- un trainer/conduttore del gruppo con stile non pedagogico, cioè né supportivo, né direttivo; spesso era presente anche un osservatore del tutto silenzioso e il più possibile inespressivo anche dal punto di vista non-verbale il cui ruolo era quello di "schermo proiettivo" di pensieri, emozioni, ecc. dei partecipanti; a volte la conduzione era affidata ad una coppia eterosessuale o dello stesso sesso individuato in rapporto ad un particolare obiettivo del seminario;
- esclusione dei contenuti di qualsiasi tipo a vantaggio della riflessione sui processi e le dinamiche di gruppo che ne caratterizzavano la nascita e l'evoluzione; il tema è definito dal "qui ed ora";
- aula di lavoro isolata, non disturbata da passaggi di estranei o telefoni o altro e in una sede che possa anche ospitare partecipanti e staff per tutta la durata del seminario che dunque è residenziale. Per limitare al massimo distrazioni e mantenere la concentrazione sul gruppo anche negli intervalli dal lavoro.